# Château de la Houillère
Le château de la Houillère est un manoir de style Napoléon III situé au hameau de la Houillère à Champagney dans le département de la Haute-Saône en région française de Bourgogne-Franche-Comté. Après avoir servi de logement de fonction pour les directeurs des houillères de Ronchamp, il est abandonné pendant près d'un demi-siècle avant de devenir chambre et table d'hôte. Depuis janvier 2020, la demeure a été à nouveau acquise par un particulier et n'est plus un hébergement touristique.

## Histoire

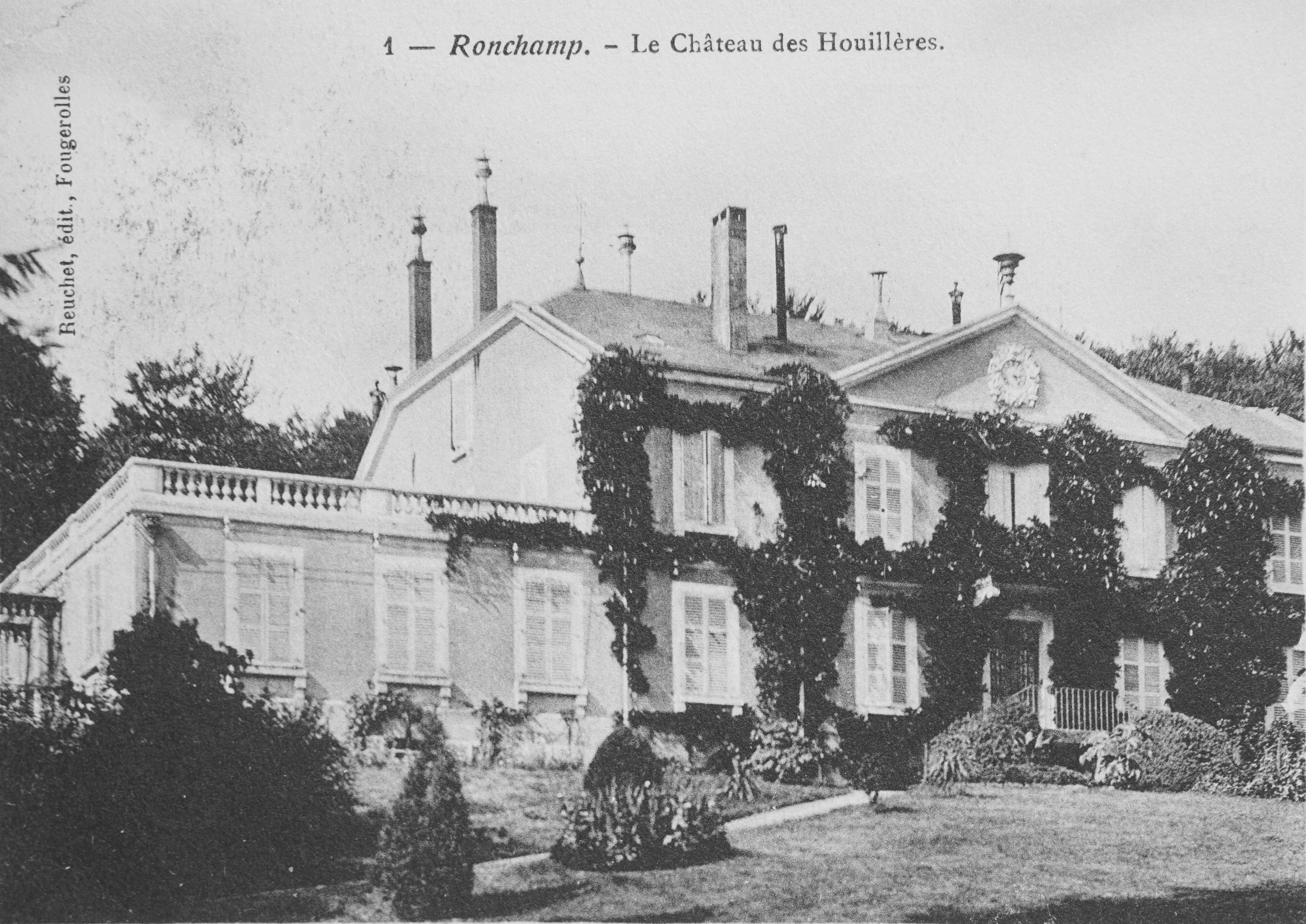
Le château de La Houillère au début du XXe siècle, c'était alors le logement de fonction du directeur des mines de Ronchamp.

Il fut construit par la société gérant les houillères de Ronchamp au milieu du XIXe siècle, à une époque où beaucoup de chefs d’entreprises réalisaient de grandes maisons de maîtres. Le château de la Houillère a accueilli les directeurs successifs jusqu'en 1958. Il a notamment été le logement de fonction de Léon Poussigue, créateur du puits Arthur-de-Buyer, entre 1891 et 1919,,. Parmi son personnel, on note la présence d'un jardinier ainsi que d'un cocher qui sera ensuite remplacé par un chauffeur de voitures automobiles.
Il est situé à proximité des autres bâtiments du hameau de la Houillère et de l'ancien puits Saint-Louis. Au sud, se trouve la gare du réseau ferré des houillères, les ateliers centraux et les grands bureaux ainsi que le puits Saint-Charles.
Pendant la Première Guerre mondiale, Léon Poussigue met le bâtiment à la disposition du comité de Lure qui y établit l'hôpital militaire auxiliaire 20.
Le 25 septembre 1944, l'état major allemand se replie dans le château à la suite de bombardements d'artillerie. La commune est libérée deux mois plus tard, le 20 novembre 1944.

## Reconversion
À la fermeture des houillères de Ronchamp en 1958, le bâtiment sera inoccupé et changera de propriétaire ainsi que de fonction au fil des décennies. Dans les années 1960 il devient un bar-restaurant puis un night-club. Son sous-sol servira même de discothèque dans les années 1970-80, sur une période de plus de quinze années.
Après plusieurs années de travaux de rénovation, l'établissement devient finalement chambre et table d'hôte au début du XXIe siècle. Elles sont fermées depuis le début de l'année 2020 à la suite d'un changement de propriétaire.

## Architecture
Le bâtiment de style Napoléon III se compose de quinze pièces réparties sur deux niveaux. Il est orné d'un fronton, d'un balcon et d'une terrasse au premier étage. Il y avait aussi un grand jardin avec une serre et un court de tennis qui était installé à une centaine de mètres du bâtiment; il est aujourd'hui recouvert par la végétation.

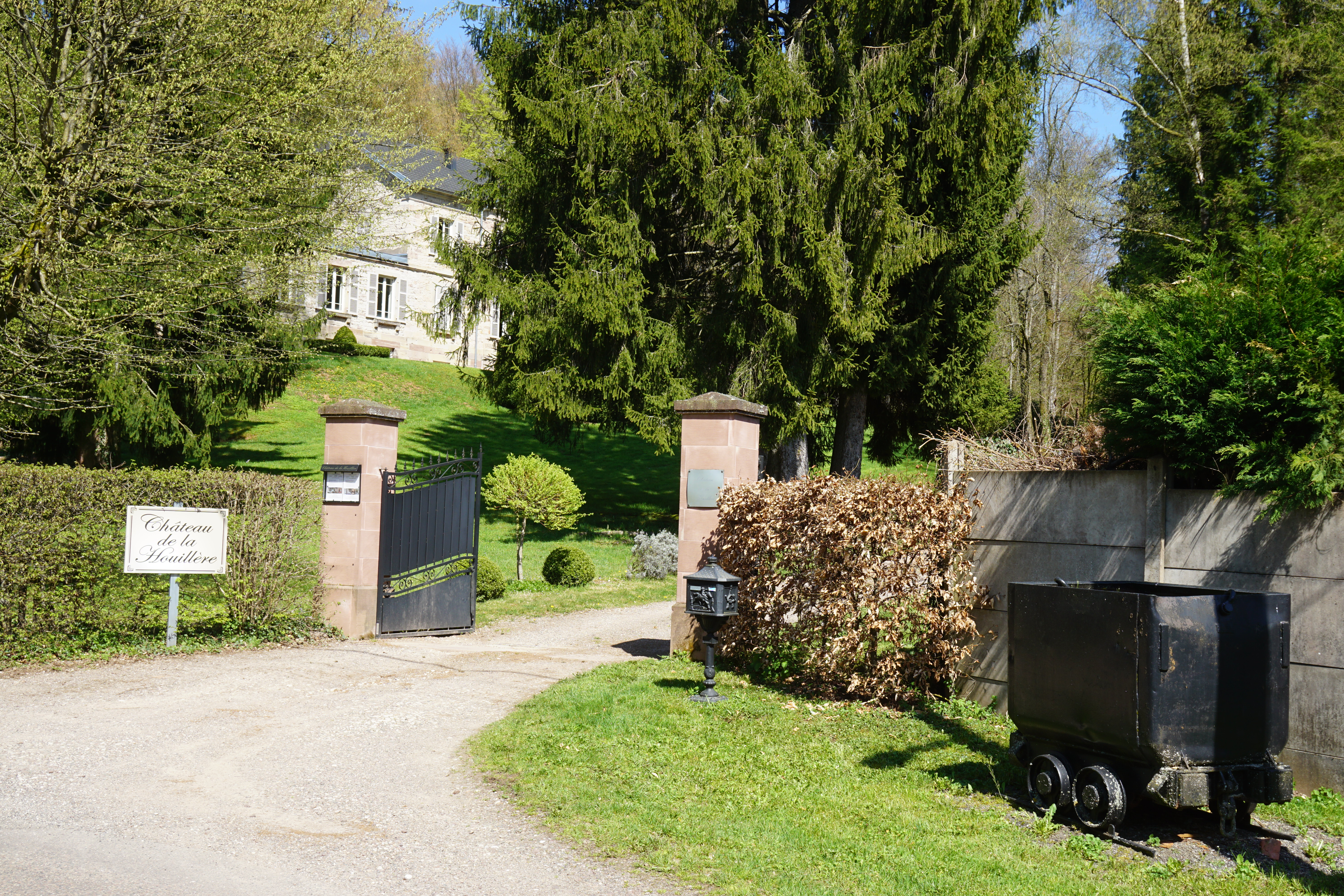
Le portail d'entrée.
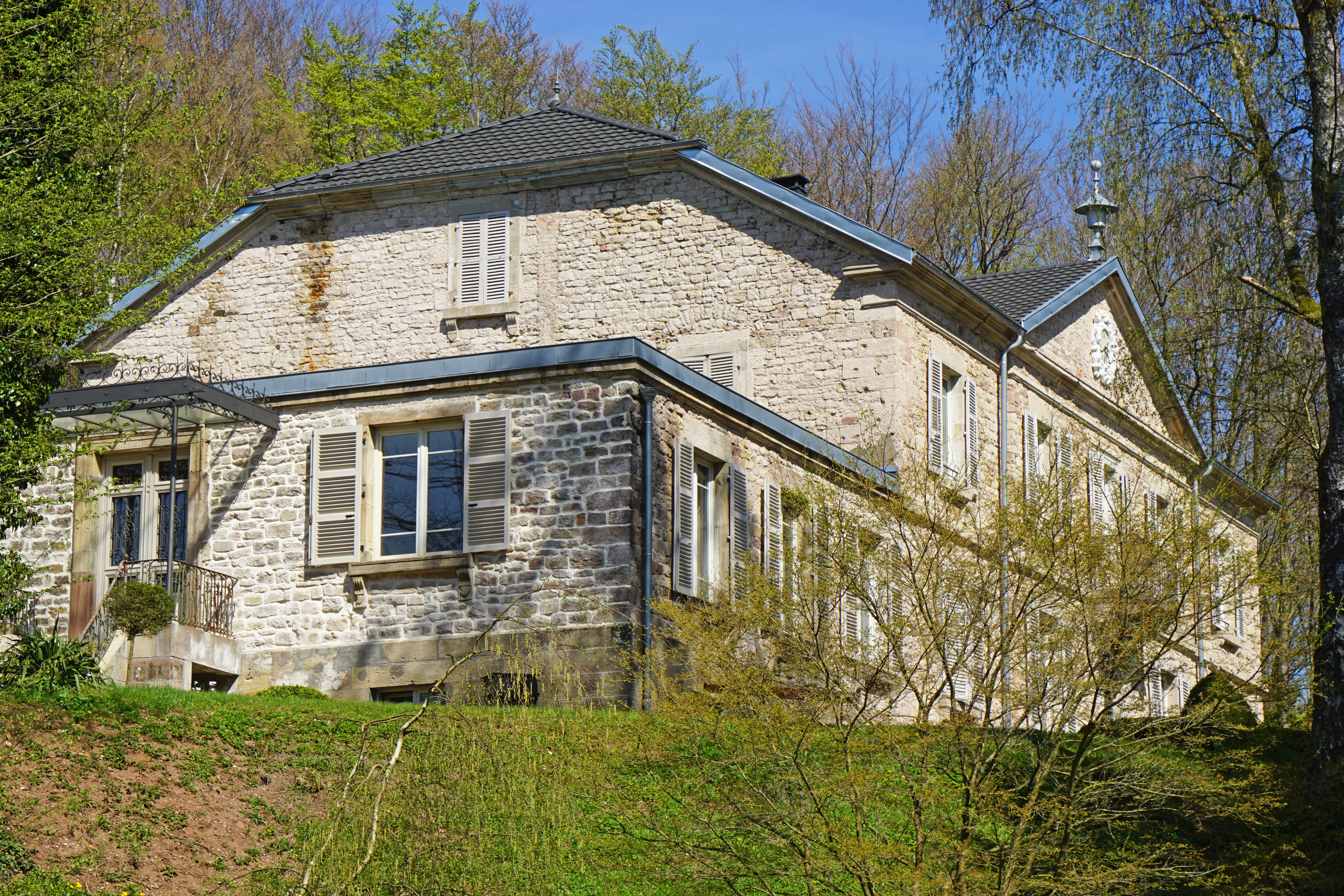
Vue Ouest du château.
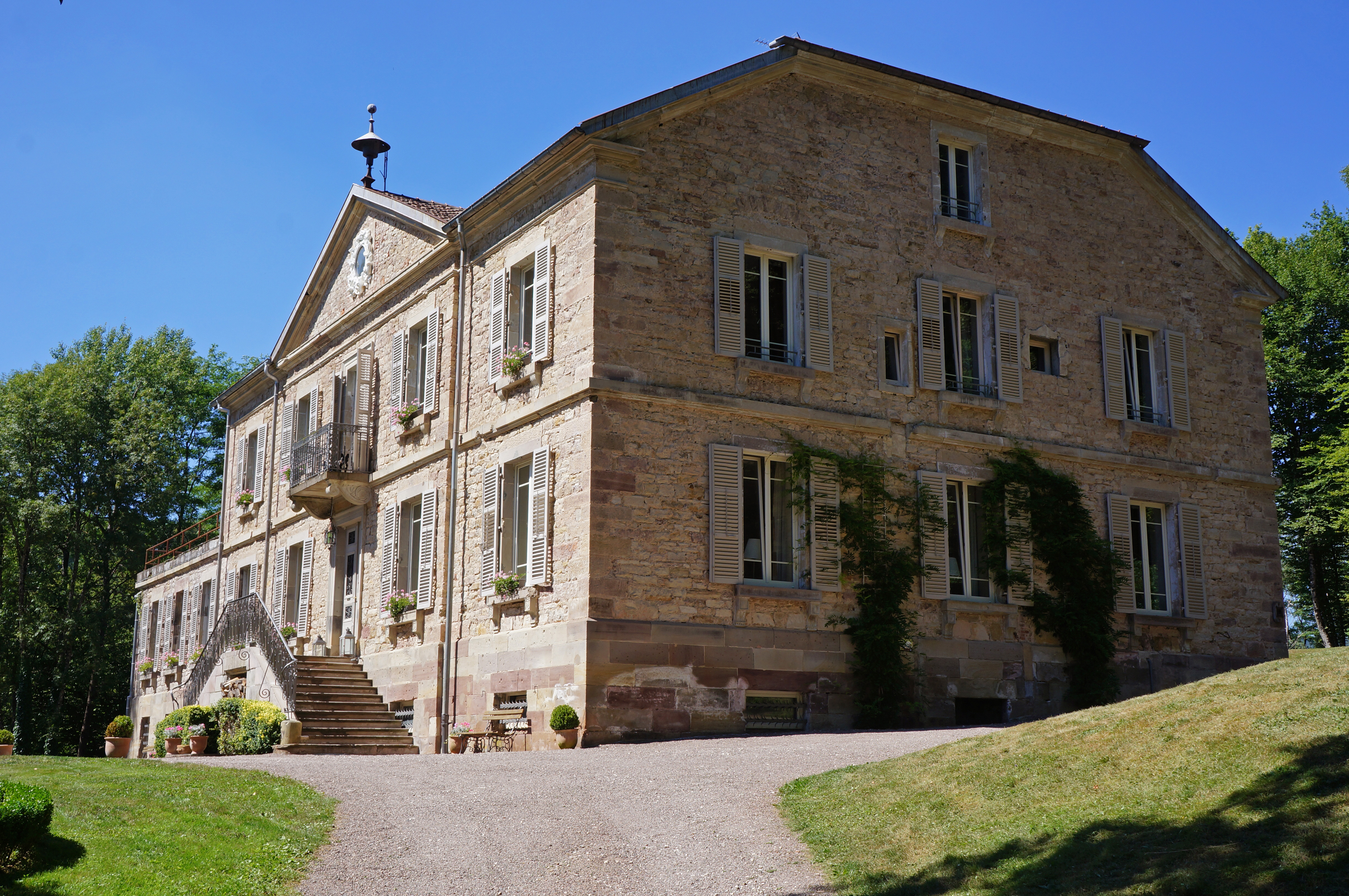
Vue de l'Est.
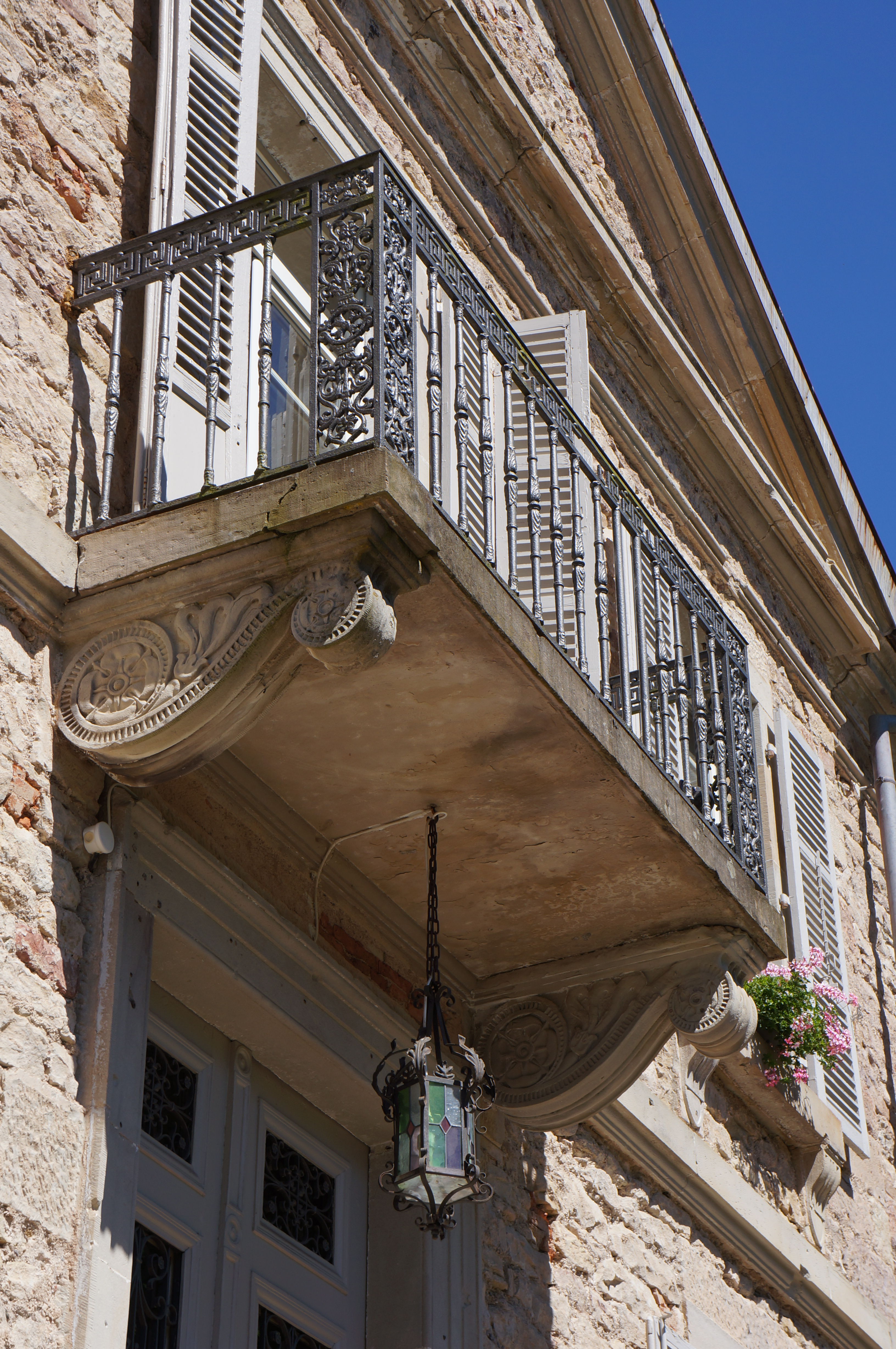
Détail d'un balcon.